# Andrew Niccol
Andrew Niccol (* 1964 Paraparaumu, Nový Zéland) je novozélandský filmový scenárista, producent a režisér.

## Život
Vyrostl na Novém Zélandu, odtud jako 21letý odstěhoval do Londýna, kde se zabýval především natáčením krátkých televizních reklam. Proto později odešel do Los Angeles, kde na sebe poprvé výrazněji upozornil scénářem k filmu Truman show režiséra Petera Weira, za který byl v roce 1998 nominován na Oscara za nejlepší původní scénář a Zlatý glóbus a oceněn cenou Britské akademie.
Andrew Niccol se v roce 2002 oženil s kanadskou modelkou a herečkou Rachel Robertsovou, se kterou se seznámil při natáčení filmu S1m0ne. Mají dvě děti – Jacka a Avu.

## Filmografie
- 1997 Gattaca – scénář, režie
- 1998 Truman Show (The Truman Show) – scénář a produkce
- 2002 S1m0ne – scénář, produkce, režie
- 2004 Terminál (The Terminal) – námět
- 2005 Obchodník se smrtí (Lord of War) – scénář, režie
- 2011 Vyměřený čas (In Time) – scénář, produkce, režie
- 2013 Hostitel (The Host)- scénář a režie[2]
- 2014 Good Kill – scénář, produkce, režie
- 2017 Anon – scénář, produkce, režie